# Пыпин, Александр Николаевич
Алекса́ндр Никола́евич Пы́пин (25 марта [6 апреля] 1833, Саратов — 26 ноября [9 декабря] 1904, Санкт-Петербург) — русский литературовед, этнограф, академик Петербургской Академии наук (1898), вице-президент АН (1904); двоюродный брат Н. Г. Чернышевского (по линии матери). Действительный статский советник.

## Биография

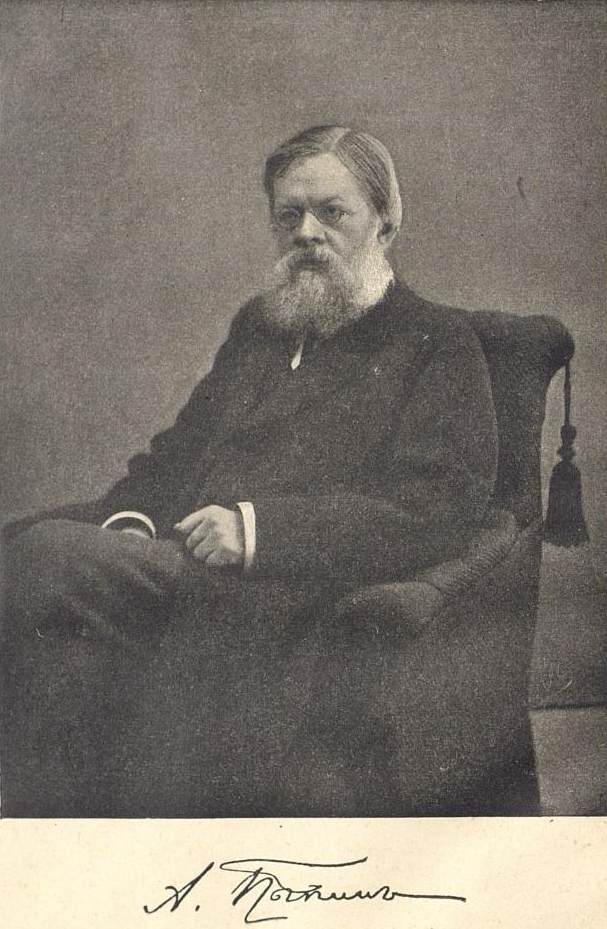
А. Н. Пыпин.

Родился в Саратове. Отец Александра происходил из мелкопоместных дворян, а мать — из сословия священников. С ранних лет изучал латынь, немецкий и французский языки. В Саратовской гимназии учился с 1842 по 1849 год.
Вначале поступил в Казанский университет на исторический факультет, а затем перевёлся в Санкт-Петербургский университет, который и окончил в 1853 году.
Студентом, в рамках участия в работе над «Словарём древнерусского языка» Срезневского, составил «Словарь к новгородской летописи», опубликован в «Сборнике Академии Наук» (1852, № 3). С этого времени его интересы концентрируются на старинной русской словесности и литературе.
Первая журнальная статья Пыпина была посвящена исследованию о драматурге XVIII века Лукине («Отечественные записки», 1853); это был отрывок из его кандидатской диссертации. С тех пор Пыпин принимал деятельное участие в «Отечественных записках» рецензиями и статьями по истории русской литературы.
В 1857 году защитил диссертацию по теме: «Очерк литературной истории старинных повестей и сказок русских» (недоступная ссылка) для получения звания магистра русской словесности. Диссертация интересна последовательно проведённым историческим подходом: по сути, в ней дана история русской повести, начиная с заимствований из византийских и южнославянских источников и кончая повестями, сложившимися под западным влиянием, и первыми попытками оригинальной бытовой повести XVII века. Автор ввёл в научный оборот рукописные сборники Публичной библиотеки и Румянцевского музея. В частности, он впервые открыл ряд текстов («Девгениево деяние», «Повесть о Горе-Злочастии»), доселе неизвестных.
В 1858 году Пыпин был послан на два года за границу для приготовление к кафедре истории европейских литератур. Об этих поездках оставил два очерка — «Из Венеции» и «Из Флоренции». Оба очерка появились в «Современнике» в 1859 году.
В 1860 году — исполняющий должность экстраординарого профессора от кафедры всеобщей истории литературы историко-филологического факультета Петербургского университета. В 1860/61 учебном году читал лекции по истории провансальской и средневековой французской литературы.
В 1861 году демонстративно подал в отставку (вместе с Кавелиным, Спасовичем, Стасюлевичем и Утиным) из-за недовольства действиями министра народного просвещения Е. В. Путятина.
В 1891 году избран членом-корреспондентом по Отделению русского языка и словесности, а в 1898 году — действительным членом Академии наук. С 1899 года редактировал (совместно с А. А. Шахматовым) Известия ОРЯС.

### «Академическая история»
В начале 1870-х годов Академия наук избрала Пыпина академиком по кафедре русской истории. Однако министр народного просвещения Д. А. Толстой воспротивился этому избранию и подготовил доклад, в котором подчёркивал антиправительственные симпатии Пыпина, в особенности его отношения с Н. Г. Чернышевским. Аналогичный по смыслу доклад подало III Отделение. Александр II не утвердил избрание Пыпина. Это вызвало профессорскую фронду, так как было воспринято как посягательство на академические права. Пыпин был вынужден отказаться от предложенной чести.
Пыпин стал академиком спустя 26 лет. Он был утверждён ординарным академиком по отделению русского языка и словесности с 10 января 1898 года.

### Журнальная деятельность
Сотрудничал в журнале «Современник». В «Современнике» был членом редакции, а с 1863 по 1866 год, до его приостановки, — ответственным редактором (совместно с Некрасовым). Регулярно публиковался в журналах «Вестник Европы» и «Отечественные записки».
Что касается научной работы, то с начала 1860-х годов Пыпин активно работает над русскими религиозными сочинениями апокрифического направления. Плодом изучения их явилось издание «Ложных и отреченных книг русской старины» (1861) в III томе «Памятников старинной русской литературы». Объяснение к изданию помещены в «Русском Слове» 1862 года, а исследование древней статьи о книгах истинных и ложных напечатаны в «Летописи занятий Археографической Комиссии» (1862, вып. 1).
С момента основания «Вестника Европы» (1867) Пыпин становится активнейшим и авторитетнейшим его деятелем. Он — член редакции и самый плодовитый сотрудник журнала — его статьи и другие материалы (обозрения, рецензии и т. п.) публикуются практически во всех выпусках журнала.

### Переводческая деятельность
После приостановки (фактически — закрытия) «Современника» много занимался переводами и редактурой переводов. Перевёл или издал под своей редакцией сочинения Шерра, Геттнера, Дрэпера, Лекки, Тэна, Рохау, Бентама. В 1890-х годах под редакцией Пыпина вышли «История немецкой литературы» Шерера и «Искусство с точки зрения социологии» Ж. М. Гюйо.

### «История славянских литератур»
В 1865 году вышел первоначально составлявший дополнение к «Всеобщей истории литературы» Шерра совместный труд Пыпина и В. Д. Спасовича (последнему принадлежит очерк истории польской литературы) — «Обзор истории славянских литератур». В 1874—1881 годах эта книга вышла в двух томах, в значительно переработанном и расширенном виде, под названием «История славянских литератур».
Главная идея книги — возвышение литератур славянских народностей. Пыпин как либерал был противником русофильства во всех его проявлениях и исходил из идеала общечеловеческой культуры. Он был сторонником свободного развития всех народов и народностей и противником поглощения одних народов другими, в особенности же русификаторской политики. Особый интерес у него вызывал процесс национального развития в славянских регионах. Пыпин настаивал, что каждый славянский народ должен пройти процесс «обретения своего племени», чтобы только после этого начался процесс установления нового славянского единства.
Книга вызвала большой интерес на Западе; переведена на немецкий, французский и чешский языки.

### «Характеристики литературных мнений от двадцатых до пятидесятых годов»
Книга вышла в 1873 году и с тех пор неоднократно переиздавалась. Несмотря на название, является не историей литературы, а историей русских общественных взглядов и настроений. Предметом рассмотрения стали взгляды русских мыслителей и политиков, начиная от государственно-чиновничьих размышлений, через Чаадаева и славянофилов к Белинскому и прочим. Из литераторов автор упоминает только Жуковского, Пушкина и Гоголя, причём рассматривает их деятельность не с точки зрения их литературных достижений, а только как общественно-политических мыслителей и публицистов, чьи воззрения повлияли на общество.
Основным достижением Пыпина является выражение «теория официальной народности», которое Пыпин приписывает Уварову и которое, по его мнению, заключается в радикальном антизападничестве и воинствующем консерватизме («Россия не является частью западной цивилизации, а существует на совершенно иных основах, хранение которых является залогом её успехов»). Примерно так же Пыпин описывает и славянофильство. Этому противопоставляется умеренный вариант западничества, приверженцем которого он был.

### «Белинский, его жизнь и переписка»
Печаталась по частям в «Вестнике Европы» в 1874—1875 годах. В виде книги отпечатана у Стасюлевича в 1876 году.
Книга привлекла к себе пристальное внимание, в том числе благодаря новым подробностям жизни Белинского и публикации неизвестных публике фрагментов его переписки.

### Смерть
Скончался в Санкт-Петербурге 26 ноября 1904 года. Похоронен на Новодевичьем кладбище.

## Семья
Жена (с 1863) — Юлия Петровна Гурскалина (дочь издателя Петра Ивановича Гурскалина, друга М. И. Глинки). Дети:
- Вера (1864—1930), жена Фёдора Густавовича (Теодора Александра) Беренштама, затем Евгения Александровича Ляцкого
- Наталия (1866—1932), в замужестве Мешкова
- Дмитрий (1868—1910)[5]
- Екатерина (1870—1871)
- Николай (1875—1942)[6][7], упоминается в Дневниках К. И. Чуковского

### Отношения сН. Г. Чернышевским
Чернышевский приходился Пыпину двоюродным братом. Сам Пыпин считал его близким родственником. «Не родной, но ближе, чем родной», — так сказал о Николае Гавриловиче Пыпин на 50-летнем юбилее своей научной деятельности, отмечавшемся в 1903 году.
Близость объяснялась тем, что семьи Пыпиных и Чернышевских жили в одном доме в Саратове. Первоначально Пыпины и Чернышевские жили вместе, в одной квартире, а потом, с увеличением семьи, Пыпины поместились во флигеле на том же дворе.
Николай Чернышеский и Александр Пыпин, несмотря на разницу в возрасте, были знакомы с раннего детства и имели одинаковые интересы. Сам Пыпин вспоминал:
Мои детские воспоминания связывают в одно целое две семьи: одна дворянская, по моему отцу, другая была семья Чернышевских — священническая, матери двух семейств были родные сестры, и первые годы моего детства проходили безразлично в этих двух семьях.
Не разделяя революционных настроений Н. Г. Чернышевского, Пыпин оказывал ему большую практическую помощь. Во время заключения в Петропавловской крепости, а потом во время ссылки, Пыпин оказывал семье Чернышевского материальную помощь и пытался бороться за его освобождение. Он купил дом и имущество Чернышевского. Он же разобрал и систематизировал его архив и способствовал изданию сочинений Чернышевского как в России, так и за границей. Пыпин был постоянным корреспондентом Чернышевского, которому тот пересылал свои рукописи. При этом Пыпин считал поздние сочинения Чернышевского (например, роман «Пролог») крайне неудачными и препятствовал их публикации.
Тем не менее, Чернышевский не был забыт в основном благодаря активности Пыпина.

## Общественные воззрения
Был классическим русским либералом. Несмотря на близкое знакомство со многими деятелями революционного движения и даже родство с Чернышевским, не разделял их мнений о путях развития России.
Представитель культурно-исторической школы, художественную литературу рассматривал в связи с историей общественной мысли.

## Оценка деятельности
Пыпин пользовался большим уважением со стороны практически всех направлений русской общественности. Его считали не только выдающимся учёным, но и моральным авторитетом.
В своих наиболее специальных исследованиях Пыпин никогда не забывал культурных потребностей русского общества, ...То была глубокая, беззаветная любовь гражданина к несчастливой отчизне. Во всех своих трудах он всегда оставался верным знамени своей молодости — защите прав народной личности и общественного самосознания от посягательств бюрократии и ее идейного плаща — „официальной народности“.«Новое время». 27 ноября

## Адреса в Санкт-Петербурге
1853—1854 — квартира И. И. Введенского в доходном доме Бородиной, набережная реки Ждановки, 7.

## Память
В советское время Пыпин был забыт, его труды не переиздавались, о сохранении памяти не могло быть и речи.
В 2014 году в Саратове именем Пыпина была названа площадь, расположенная на пересечении улицы Некрасова и набережной Космонавтов. Она находится перед объектом культурного наследия — усадьбой Пыпиных, входящей в комплекс музея-усадьбы Н. Г. Чернышевского.

## Труды

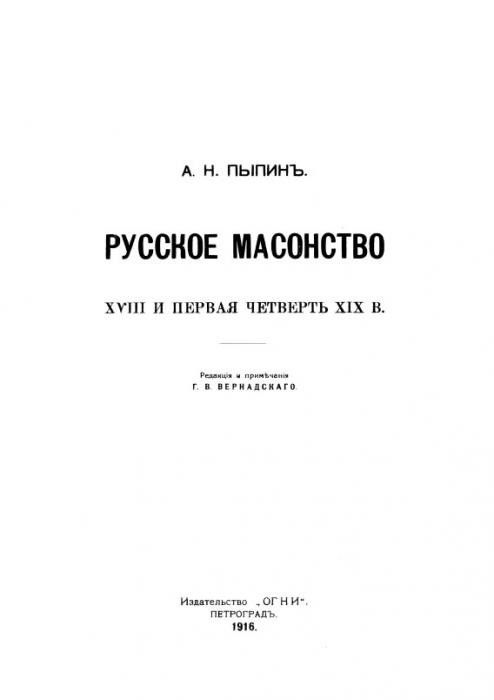

- Очерк литературной истории старинных повестей и сказок русских / Соч. А. Пыпина. — СПб.: в тип. Имп. акад. наук, 1857. — [6], 360 с.
- Обзор истории славянских литератур / [Соч.] А. Н. Пыпина и В. Д. Спасовича. — Санкт-Петербург: О. И. Бакст, 1865. — [2], VI, 530, VI с.
- Характеристики литературных мнений от двадцатых до пятидесятых годов: Ист. очерки А. Н. Пыпина. — СПб.: тип. М. М. Стасюлевича, 1873. — [4], II, 514 с.
- Белинский, его жизнь и переписка. Т. 1. — СПб., 1876.
- История славянских литератур: 2 тома / А. Н. Пыпина и В. Д. Спасовича. — Изд. 2-е, вновь перераб. и доп. — Санкт-Петербург: Тип. М. М. Стасюлевича. Т. 1. — 1879. — VIII, 447, [1] с.
- История славянских литератур: 2 тома / А. Н. Пыпина и В. Д. Спасовича. — Изд. 2-е, вновь перераб. и доп. — Санкт-Петербург: Тип. М. М. Стасюлевича, 1879—1881. Т. 2. — 1881. — XXIV, 449—1129, XIX с.
- Сводный старообрядческий синодик / А. Н. Пыпина. — 2-е изд. Синодика по четырем рук. XVIII—XIX в. — Санкт-Петербург: Тип. Добродеева, 1883. — [2], V, 60 с. — (Памятники древней письменности и искусства; [44])
- Общественное движение в России при Александре: исторические очерки А. Н. Пыпина. — Санкт-Петербург: издание «Вестника Европы», 1871. — [2], II, 487 с.
- Для любителей книжной старины: Библиогр. список рукопис. романов, повестей, сказок, поэм и пр., в особенности первой половины XVIII в. — Москва: О-во любителей рос. словесности, 1888. — [2], X, 74 с.
- История русской литературы. Том 1. Древняя письменность / [сочинение] А. Н. Пыпина. — С.-Петербург: типография М. М. Стасюлевича, 1898. — XII, 484 с.
- История русской литературы: [В 4-х т.] / [Соч.] А. Н. Пыпина. — Т. 2: Древняя письменность. Времена Московского царства. Канун преобразования. — Изд. 2-е, пересмотр. и доп. — СПб.: Тип. М. М. Стасюлевича, 1902. — VI, 552 с.
- История русской литературы. Том 3. Судьбы народной поэзии. Эпоха преобразований Петра Великого. Установление новой литературы. Ломоносов. — Типография М. М. Стасюлевича, 1899. — 534 с.
- История русской литературы. Том 4. Времена Имп. Екатерины II. Девятнадцатый век. Пушкин и Гоголь. Утверждение национального значения литературы. — Типография М. М. Стасюлевича, 1899. — 646 с.
- История русской этнографии. Т. 1. Общий обзор изучений народности и этнография великорусская / [Соч.] А. Н. Пыпина. — СПб.: тип. М. М. Стасюлевича, 1890. — VIII, 424 с.
- История русской этнографии. Т. 2. Общий обзор изучений народности и этнография великорусская / [Соч.] А. Н. Пыпина. — СПб.: тип. М. М. Стасюлевича, 1891. — VIII, 428 с.
- История русской этнографии: [в 4 т.]. —  Т. 3: Этнография малорусская / А. Н. Пыпин. — Санкт-Петербург: Тип. М. М. Стасюлевича, 1890 — VIII, 425 c.
- Характеристики литературных мнений от двадцатых до пятидесятых годов: исторические очерки / А. Н. Пыпин; издание 3, дополненное приложением, примечаниями и указателем личных имён. — Издание 3: Книгоиздательство Колос. — Типография М. М. Стасюлевича, 1906. — 519 с.
- Панславизм в прошлом и настоящем (1878) / А. Н. Пыпин; С предисл. и примеч. В. В. Водовозова. — [Санкт-Петербург]: Колос, 1913. — V, [3], 189 с.
- Русское масонство: XVIII и первая четверть XIX в. / А. Н. Пыпин; Ред., [предисл.] и примеч. Г. В. Вернадского. — Пг.: Огни, 1916. — VII, [1], 575 c.: табл.

Один из авторов «Энциклопедического словаря Брокгауза и Ефрона».

### Переиздания трудов
- Пыпин А. Н. Масонство в России: XVIII и первая четверть XIX в. / По изданию: Пыпин А. Русское масонство. Пг.: Изд-во «Огни», 1916 / Ред., примеч.: Г. В. Вернадский, С. С. Москаленко. — М.: Век, 1997. — 488 с. — 2000 экз. — ISBN 5-88987-035-1.
- Пыпин А. Н. Религиозные движения при Александре I (По изданию: Пыпин А. Н. Религиозные движения при Александре I / Предисловие и примечания Н. К. Пиксанова. Пг., 1916) / Предисловие А. Н. Цамутали; Художник Ю. С. Александров. — СПб.: Гуманитарное агентство «Академический проект», 2000. — 480 с. — (Пушкинская библиотека). — 2000 экз. — ISBN 5-7331-0146-6.
- Пыпин А. Н. Общественное движение в России при Александре I. — СПб.: Гуманитарное агентство «Академический проект», 2001. — 560 с. — (Пушкинская библиотека). — 1000 экз. — ISBN 5-7331-0145-8.